# 高庵水库
高庵水库是中国湖北省襄阳市枣阳市境内的一座水库，位于滚河支流上，建于1961年。水库正常库容为994万立方米，集雨面积为26平方千米，海拔为104.6米。